# Artur Günther
Artur Günther (* 9. Dezember 1893 in Potsdam; † 9. Februar 1972 in Berlin) war ein deutscher Filmarchitekt mit langjähriger Karriere beim Kino der Kaiserzeit bis zur DEFA-Produktion der Vor-Mauerbau-Ära.

## Leben
Günther machte nach seinem Schulabschluss 1908 eine Lehre in der Baubranche und erhielt anschließend eine Ausbildung an der Berliner Baugewerkschule. 1912 stieß er zum Film, zunächst im Fundus und als Kulissenmaler bei der Produktionsfirma Deutsche Bioscop. Für dieselbe Gesellschaft arbeitete er 1916 erstmals als Filmarchitekt, zunächst noch unter Anleitung des erfahrenen Kollegen Robert A. Dietrich. Seit 1918 wirkte Günther als alleiniger Filmarchitekt für vorwiegend kleine Filmfirmen von sekundärer Bedeutung. Abgesehen von seiner Beteiligung an den ersten beiden Teilen des vierteiligen Fridericus-Films (Sturm und Drang, Vater und Sohn) ist sein Stummfilmwerk, das sich fast ausschließlich aus Melodramen und Lustspielen rekrutiert, filmhistorisch bedeutungslos.
Auch mit Beginn des Tonfilmzeitalters blieb Günther ein vielbeschäftigter Szenenbildner. Im Jahr der Machtergreifung 1933 entwarf er die Bauten zu Hans Steinhoffs Propagandafilm Hitlerjunge Quex wie auch die Kulissen zu der Erfolgskomödie Viktor und Viktoria des (halb)jüdischen Regisseurs Reinhold Schünzel. Bis Kriegsende war Günther sowohl in Berliner als auch in Wiener, Budapester und Prager Ateliers zu Hause, seit Herbst 1940 ausschließlich im Dienste der Terra Film.
1948 setzte Artur Günther seine Filmarbeit bei der DEFA fort. Mit dem Mauerbau 1961 verlor der im Westen Berlins im Bezirk Tempelhof ansässige Günther seinen Arbeitsplatz und zog sich ins Privatleben zurück.

## Filmografie
- 1917: Ahasver (3 Teile)
- 1917: Der Herr der Welt, 1. Teil
- 1917: Die Memoiren der Tragödin Thamar
- 1917: Der Knute entflohen
- 1917: Wenn Tote sprechen
- 1917: Erloschene Augen
- 1917: Das Spitzentuch der Fürstin Wolkowska
- 1918: Der fliegende Holländer
- 1918: Ikarus, der fliegende Mensch
- 1918: Der Taktstock Richard Wagners
- 1918: Das große Opfer
- 1918: Der Herr der Welt, 2. Teil
- 1919: Ich klage an
- 1919: Manon Lescaut
- 1919: Der Schrei des Gewissens
- 1919: Eine unbedeutende Frau
- 1919: Die gelbe Fratze
- 1920: Auri Sacra Fames (2 Teile)
- 1920: Das Grauen
- 1920: Moral
- 1920: Das rote Plakat
- 1920: Des Teufels Advokat
- 1921: Fridericus Rex (4 Teile)
- 1921: Die Hexe
- 1921: Lotte Lore
- 1923: Bohème
- 1924: Die Todgeweihten
- 1925: Harry Hill im Banne der Todesstrahlen
- 1925: Die Stadt der Millionen
- 1925: Der Mann im Sattel
- 1926: Fedora
- 1926: Die versunkene Flotte
- 1926: Wenn der junge Wein blüht
- 1927: Die Waise vom Wedding
- 1927: Die Hafenbraut
- 1928: Das deutsche Lied
- 1929: Mädchen am Kreuz
- 1929: Sturm auf drei Herzen
- 1930: In Wien hab’ ich einmal ein Mädel geliebt
- 1931: Täter gesucht
- 1931: Der Schrecken der Garnison
- 1931: Vater geht auf Reisen
- 1932: Husarenliebe
- 1932: Kampf
- 1932: Die unsichtbare Front
- 1933: Sprung in den Abgrund
- 1933: Hitlerjunge Quex
- 1933: Viktor und Viktoria
- 1934: Die vertauschte Braut
- 1934: Die Insel
- 1934: Lockvogel
- 1934: Freut Euch des Lebens
- 1935: Die Heilige und ihr Narr
- 1935: Ein idealer Gatte
- 1935: Der Mann mit der Pranke
- 1935: Kater Lampe
- 1935: Die Unbekannte
- 1936: Der Dschungel ruft
- 1936: Befehl ist Befehl
- 1936: Hilde und die 4 PS
- 1937: Karussell
- 1937: Der Biberpelz
- 1937: Die Korallenprinzessin
- 1937: Daphne und der Diplomat
- 1938: Narren im Schnee
- 1938: Scheidungsreise
- 1938: Die Nacht der Entscheidung
- 1939: Menschen vom Variété
- 1939: Irrtum des Herzens
- 1939: Anton der Letzte
- 1939: Leinen aus Irland
- 1940: Die keusche Geliebte
- 1941: Friedemann Bach
- 1941: Der Strom
- 1942: Dr. Crippen an Bord
- 1942: Der ewige Klang
- 1943: Aufruhr der Herzen
- 1944/49: Freitag, der 13.
- 1948: Die Brücke
- 1949: Der Kahn der fröhlichen Leute
- 1950: Die letzte Heuer
- 1951: Die Meere rufen
- 1952: Geheimakten Solvay
- 1953: Das geheimnisvolle Wrack
- 1954: Carola Lamberti – Eine vom Zirkus
- 1955: Rauschende Melodien
- 1955: Heimliche Ehen
- 1956: Der Richter von Zalamea
- 1956: Treffpunkt Aimée
- 1956: Betrogen bis zum jüngsten Tag
- 1957: Emilia Galotti
- 1958: Klotz am Bein
- 1958: Die Premiere fällt aus
- 1959: Die Entscheidung des Dr. Ahrendt
- 1960: Kein Ärger mit Cleopatra
- 1961: Italienisches Capriccio
- 1962: Peter und das Einmaleins mit der 7